# 16154 Dabramo
16154 Dabramo (2000 AW2) là một tiểu hành tinh nằm phía ngoài của vành đai chính được phát hiện ngày 1 tháng 1 năm 2000 bởi A. Boattini và M. Tombelli ở San Marcello Pistoiese.